# Governador Newton Bello
Governador Newton Bello là một đô thị thuộc bang Maranhão, Brasil. Đô thị này có diện tích 1160,866 km², dân số năm 2007 là 10473 người, mật độ 9,02 người/km².